# Peugeot Type 58
 (mars 2025).
Si vous disposez d'ouvrages ou d'articles de référence ou si vous connaissez des sites web de qualité traitant du thème abordé ici, merci de compléter l'article en donnant les références utiles à sa vérifiabilité et en les liant à la section « Notes et références ».
La Peugeot Type 58 est un tonneau automobile du constructeur Peugeot fabriqué en 1904, à l'époque du fondateur de la marque Armand Peugeot.